# District de Monapo
Le district de Monapo est une subdivision administrative de la province de Nampula au nord du Mozambique. En 2007, sa population est de 304 060 habitants.

## Source de la traduction
- (pt) Cet article est partiellement ou en totalité issu de l’article de Wikipédia en portugais intitulé « Monapo (distrito) » (voir la liste des auteurs).